# 穆拉法 (日梅林卡區)
48°45′59″N 28°13′5″E / 48.76639°N 28.21806°E

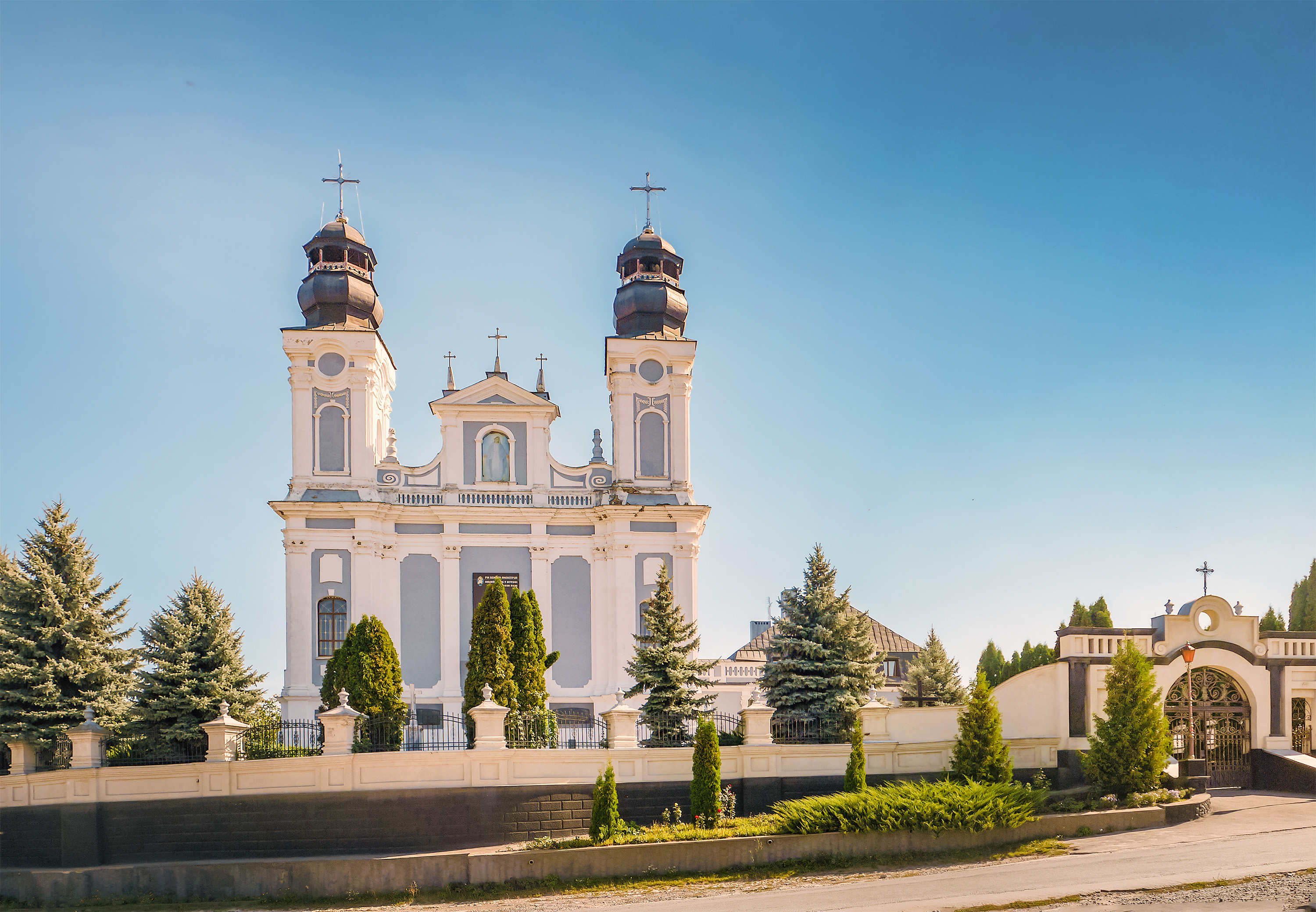
教堂

穆拉法（烏克蘭語：Мурафа），蘇聯時期至1989年為止舊名日達諾韋（烏克蘭語：Жданове）是位於烏克蘭西南部的村莊，由文尼察州日梅林卡區的穆拉法市鎮負責管轄，面積22.91平方公里，海拔高度約224米，2001年該城鎮人口2,739。